# Nipissing
 Ovo je glavno značenje pojma Nipissing. Za druga značenja pogledajte Nipissing (jezero).
Nipissing /Nipissing, ='at the little water or lake'; Nipissirien, dolazi od Nipisiriniwok ili "gent de l'aigua petita" ='little-water people'; Francuzi su ih nazivali La nation des sorciers, ili narod čarobnjaka, / naziv za jednu od značajnijih skupina Chippewa Indijanaca koji su u vrijeme njihovog otkrića od strane Francuza 1613., živjeli uz jezero Nipissing u Ontariju. 
Nipissing su, kaže Sultzman, živjeli previše sjeverno da bi uzgajali kukuruz, pa su se orijentirali na lov i ribolov. Bili su malen, miroljubivi narod najpoznatiji po svojem šamanizmu, a zbog velikog broja šamana kojih je bilo među njima prozvali su ih   'narodom čarobnjaka' . 
Populacija im je iznosila oko 1.000 (16125; Sultzman). Godine 1650. napali su ih Irokezi, i mnoge pri tom poklali. Izbjegli su prema jezeru Nipigon gdje ih 1667 nalazi Allouez. Na jezero Nipissing ponovno su se vratili 1671. Dio ih kasnije odlazi na Three Rivers a dio s katoličkim Irokezima u selo Oku. 
Populacija Nipissinga od prvotnih 1.000 svedena je na 162 (1884); 223 (1906), a dana iznosi preko 1.800 (Sultzman).
Jednu njihovu skupinu Hodge naziva Miskouaha.